# La prova decisiva
La prova decisiva (titolo originale One Shot) è un romanzo del 2005 di Lee Child, il nono ad avere come protagonista Jack Reacher, ex poliziotto militare girovago duro e giusto.

## Trama
Un cecchino dall'interno di un garage spara 6 colpi uccidendo 5 persone tra la folla all'uscita dagli uffici della Motorizzazione. Viene immediatamente incriminato ed incarcerato James Barr, ex militare di fanteria, le prove contro di lui sono schiaccianti ed inequivocabili. Persino troppo. All'avvocato difensore chiede solo una cosa: "cercatemi Jack Reacher". Il problema è trovarlo.
Reacher però è già partito per via di una promessa fatta 14 anni prima allo stesso James Barr, al tempo cecchino dell'esercito di stanza in Medio Oriente quando lui era di servizio nella polizia militare. L'indagine di Reacher però svela particolari che non lo convincono e che metteranno in dubbio la colpevolezza di James Barr.

## Opere derivate
Nel 2012 è stato prodotto il film Jack Reacher - La prova decisiva, diretto da Christopher McQuarrie, con Tom Cruise nel ruolo del protagonista.

## Edizioni in italiano
- Lee Child, La prova decisiva,  traduzione di Adria Tissoni, Milano: Longanesi, 2008
- Lee Child, La prova decisiva,  Milano: Superpocket, 2009
- Lee Child, La prova decisiva,  traduzione di Adria Tissoni, Milano: TEA, 2010
- Lee Child, Jack Reacher: la prova decisiva: romanzo, traduzione di Adria Tissoni, Milano: Longanesi, 2012